# اسپرلینگا
اسپرلینگا (به ایتالیایی: Sperlinga) یک کومونه در ایتالیا است که در استان انا واقع شده‌است.

## خصوصیات
اسپرلینگا ۵۸ کیلومترمربع مساحت و ۸۱۹ نفر جمعیت دارد و ۷۵۰ متر بالاتر از سطح دریا واقع شده‌است.

## نگارخانه

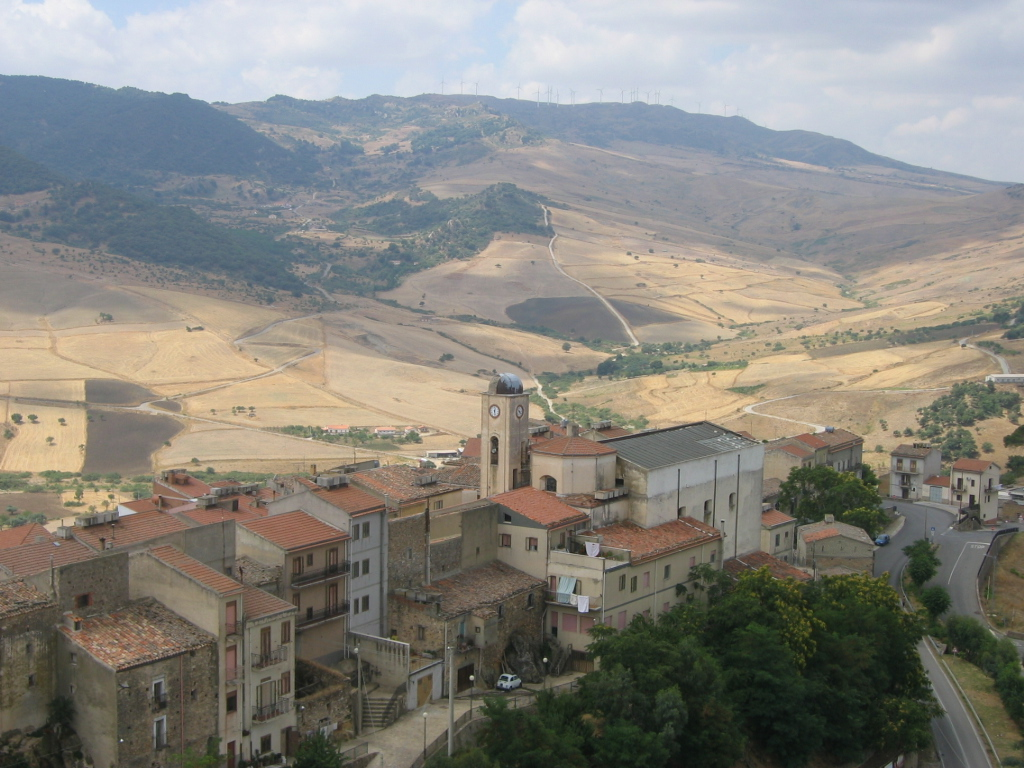
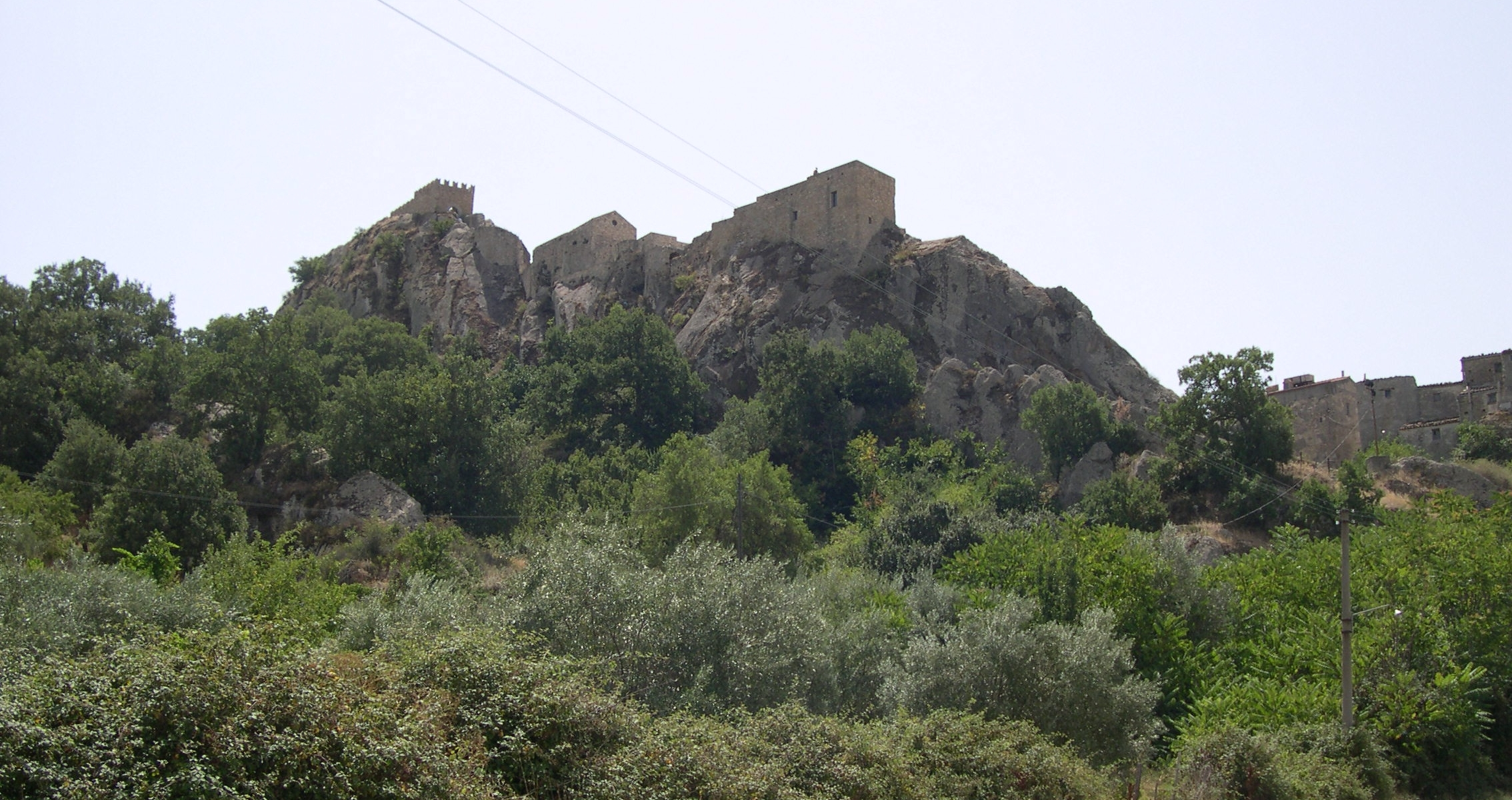
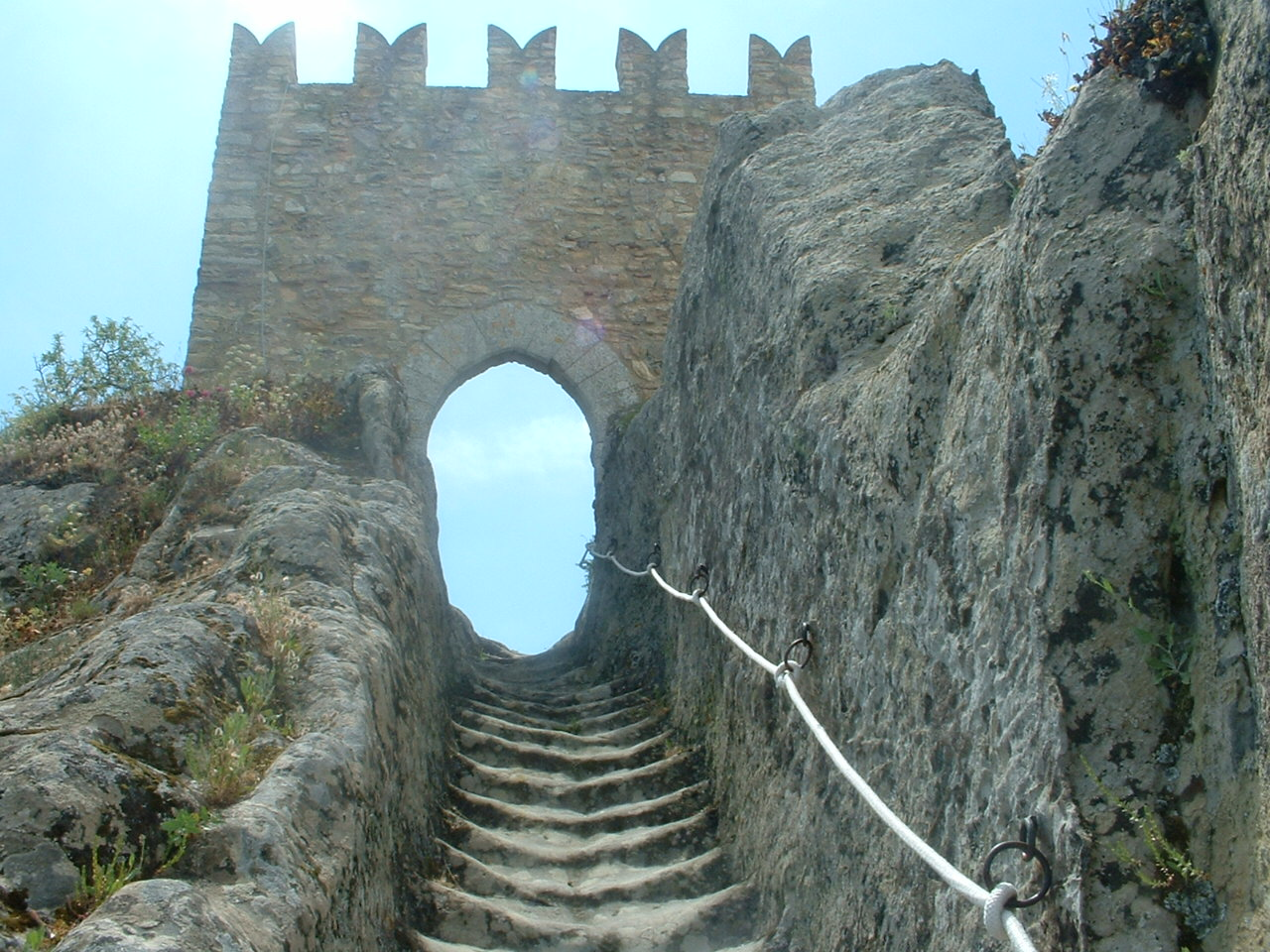
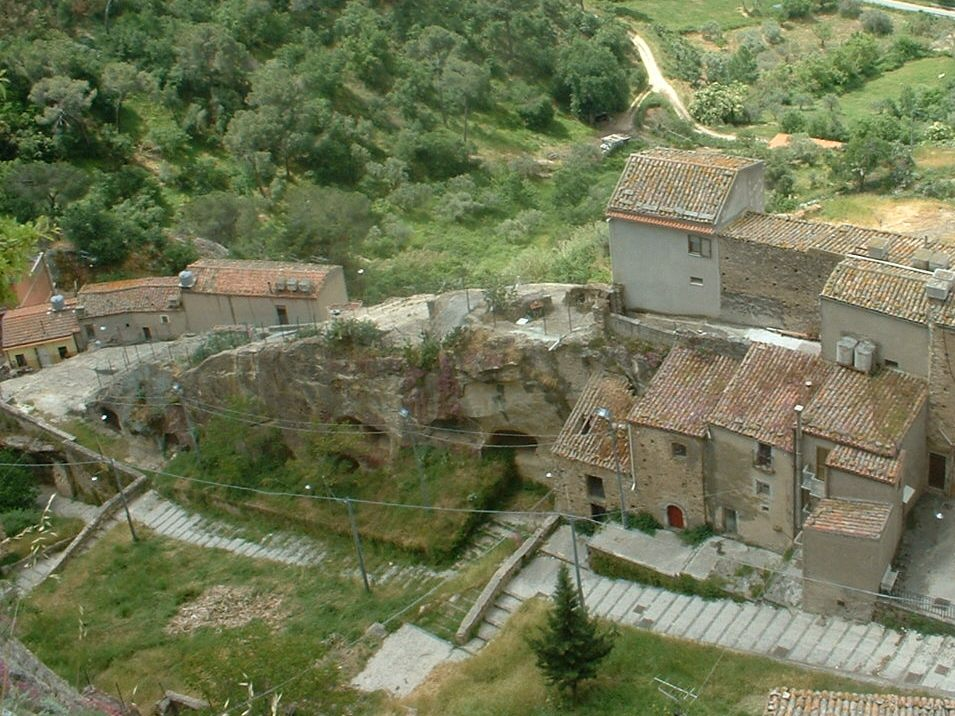